# Leptocerus cheesmanae
Leptocerus cheesmanae är en nattsländeart som beskrevs av Douglas E. Kimmins 1962. Leptocerus cheesmanae ingår i släktet Leptocerus och familjen långhornssländor. Inga underarter finns listade i Catalogue of Life.